# Pseudomonas protegens
Pseudomonas protegens es una especie de bacterias Gram-negativas, que protegen las plantas. Algunas de las cepas de esta nueva especie bacteriana (CHA0 y Pf-5, por ejemplo) pertenecían previamente a P. fluorescens. Se reclasificaron ya que parecen agruparse separadamente de otras especies fluorescentes de Pseudomonas. P. protegens está filogenéticamente relacionado con los complejos de especies de Pseudomonas P. fluorescens, P. chlororaphis y P. syringae. La especie bacteriana produce característicamente los compuestos pirólato antimicrobianos y 2,4-diacetilfloroglucinol (DAPG) que son activos contra diversos patógenos de las plantas.

## Características generales
Al igual que P. fluorescens, Pseudomonas protegens es un microorganismo típico del suelo con un metabolismo extremadamente versátil, y puede aislarse de raíces de varias especies de plantas. El microbio es estrictamente aeróbico (sin reducción de nitrato) y oxidasa-positivo. La bacteria crece a temperaturas entre 4 °C y 36 °C, y tiene de uno a tres flagelo.

### El nombre
La palabra Pseudomonas significa "unidad falsa", derivada de las palabras griegas pseudo (griego: ψευδο 'falso') y monas (latín: monas, griego: μονάς / μονάδα 'una sola unidad'). El nombre de la especie 'protegens' se refiere a la capacidad de la bacteria para proteger las plantas de los fitopatógenos del suelo.

### Proyectos de secuenciación genómica
El genoma de la cepa Pf-5 de P. protegens ha sido secuenciado y publicado.

## Propiedades de biocontrol.
Pseudomonas protegens se ha estudiado durante más de veinte años por sus propiedades de biocontrol. La mayoría de los estudios se han realizado con las cepas modelo CHA0 y Pf-5.

### Actividad insecticida
Además de proteger eficazmente las raíces de las plantas contra hongos fitopatógenos (descritos en detalle para P. fluorescens), se descubrió que Pseudomonas protegens exhibía toxicidad hacia ciertos insectos por ingestión oral o inyección en la hemolinfa [8][7]. Se descubrió que la actividad insecticida de la bacteria era en parte debido a la producción de una toxina de insecto (FitD), que es similar a una toxina proteica bien conocida (Mcf) producida por Photorhabdus luminescens.